# Caudacalanus
Caudacalanus (лат.) — род ракообразных из семейства Arctokonstantinidae отряда каляноид (Calanoida).

## Этимология
Родовое название Caudacalanus образовано от латинского сова cauda (хвост, конец) и Calanus (существующее название рода копепод) относится к своеобразным хвостовым отросткам их представителей.

## Распространение
Обитают на больших глубинах в Антарктических водах Южного океана: 60°38’S 53°57’W (2893—2889 м) и 65°00’S 43°01’W (4679—4678 м).

## Описание
Мелкие ракообразные (длина 2—3 мм). Цефалосома и первый сомит и педигальные сомиты 4—5 разделены. Задние углы просомы округлые при боковом виде и треугольные при дорсальном виде. Рострум в виде удлинённого конуса, направленного вентрально. Каудальные рами асимметричны, правый рамус почти в два раза длиннее и шире левого; правая медиальная сету расположена дорсально и вставлена более дистально, чем левая, левая вставлена на вентральной поверхности. Антеннула A1 из 25 сочленённых сегментов..

## Классификация
Род был впервые описан в 2008 году зоологами Еленой Мархасевой (Зоологический институт РАН) и Кнудом Шульцем (DZMB-Senckenberg, Biozentrum Grindel & Zoologisches Museum, Гамбург, Германия) из семейства Arctokonstantinidae.
- Caudacalanus mirus Markhaseva & Schulz, 2008
- Caudacalanus vicinus Markhaseva & Schulz, 2008